# 김충 (방송인)
김충(1965년 ~ )은 대한민국의 프로듀서이며 현재 KBS Japan 대표이다. 1991년 KBS 프로듀서로 입사하였고, 2004년부터 2016년까지 KBS 예능 책임프로듀서(CP)로 근무하였다. 2024년부터는 KBS Japan 대표로 재직중이다.